# Athripsodes iltschi
Athripsodes iltschi är en nattsländeart som beskrevs av Malicky in Sipahiler och Malicky 1987. Athripsodes iltschi ingår i släktet Athripsodes och familjen långhornssländor. Inga underarter finns listade i Catalogue of Life.